# Fascista bimaculella
Fascista bimaculella är en fjärilsart som beskrevs av Victor Toucey Chambers 1872. Fascista bimaculella ingår i släktet Fascista och familjen stävmalar. Inga underarter finns listade i Catalogue of Life.